# Xoдање

Ходање (нем. Gehen) кратки је роман аустријског писца Томаса Бернхарда. Први пут је објављен у издавачкој кући Зуркамп 1971. године. Превод на српски језик издат је 2016. године у преводу Сање Карановић код издавачке куће ЛОМ.

## Радња
Ходање је запис разговора неименованог наратора и његовог пријатеља Елера. Они ходају и расправљају о различитим темама, али увек се враћају на разговор о заједничком пријатељу Кареру, који је потонуо у лудило и налази се у психијатријској болници.

## Мотиви
Ментална болест у овом роману приказана је као последица размишљања о свету. То је доминантан мотив у роману, а присутан је и у првом Бернхардовом роману Мраз.

## Адаптација
Књижевница Барби Марковић адаптирала је Ходање у роман под насловом Излажење. Радња романа премештена је у Београд и тамошњу клупску сцену. Излажење је објављено 2006. године у издавачкој кући Ренде. Ходање и Излажење имају исти број страница, једнак број ликова, а три мушка лика из Бернхардовог романа замењени су женским ликовима. Роман је 2009. године објављен у немачкој издавачкој кући Зуркамп, у преводу Маше Дабић.